# (100406) 1996 AU5
(100406) 1996 AU5 es un asteroide perteneciente al cinturón de asteroides, descubierto el 12 de enero de 1996 por el equipo del Spacewatch desde el Observatorio Nacional de Kitt Peak, Arizona, Estados Unidos.

## Designación y nombre
Designado provisionalmente como 1996 AU5.

## Características orbitales
1996 AU5 está situado a una distancia media del Sol de 3,193 ua, pudiendo alejarse hasta 3,636 ua y acercarse hasta 2,750 ua. Su excentricidad es 0,138 y la inclinación orbital 6,243 grados. Emplea 2084 días en completar una órbita alrededor del Sol.

## Características físicas
La magnitud absoluta de 1996 AU5 es 14,7.